# Laura Fygi
Laura Fygi (Amsterdam, 27 augustus 1955, officiële naam Laura Ingrid Thérèse Fijgi) is een Nederlandse zangeres.

## Levensgeschiedenis

### Jeugdjaren en begin van de carrière
Fygi werd geboren als dochter van een Nederlandse vader (Philips-directeur) en een Egyptische moeder die buikdanseres van beroep was. Voor beide ouders was het hun tweede huwelijk. Uit hun eerdere huwelijken hadden ze al drie dochters. Fygi groeide vanaf haar vierde jaar op in Uruguay. Toen ze acht was keerde Fygi terug naar Nederland. Ze gingen wonen in een destijds nieuwe wijk aan het Osdorpplein die verhuurd werd aan Philips-werknemers. Ze ging naar de Jac. P. Thijsseschool en toen haar vader overleed werd ze naar een kostschool gestuurd, deed de lagere school in Driebergen en de middelbare school in Veldhoven. Op haar 23e woonde ze samen met een toenmalige vriend aan de Elandsgracht in Amsterdam, waar nu een verfwinkel onder zit. Dit pandje werd later omgeruild door haar succesvolle periode bij Centerfold voor een appartement aan de Staalmeesterslaan.
Van 1980 tot en met 1983 zat Fygi in de groep Terra. Deze groep bracht twee singles uit.
Tussen 1984 en 1989 was Fygi lid van een van Nederlands populairste meidengroepen van dat moment: Centerfold. Tijdens optredens gingen de dames gekleed in sexy lingerie. Ze scoorden hits in eigen land en in Europa, maar ook in bijvoorbeeld Japan. In Nederland scoorde Centerfold haar grootste hit in 1986 met "Dictator".

### Solocarrière (1991-heden)
In 1991 werd Centerfold opgeheven en Fygi begon samen met Rowan Moore een band genaamd The Backlot. Na eenmaal te hebben opgetreden in Paradiso werd een album verwacht. Platenmaatschappij Mercury Records had Fygi echter al gevraagd voor een soloalbum. Dit album, Introducing, werd geproduceerd door Ruud Jacobs. Op de plaat speelde de Belgische mondharmonicavirtuoos Jean 'Toots' Thielemans mee. Het album bevat vooral jazz-achtige nummers. Voor haar debuutalbum ontving Fygi een Edison. Een nummer van het album werd in Japan gebruikt voor een soap, hetgeen Fygi daar spoedig een sterrenstatus opleverde.
In 1992 verscheen de opvolger Bewitched. Dit album werd in Londen opgenomen met het London Studio Orchestra – bekende jazzmusici zoals Johnny Griffin en Clark Terry werkten aan het album mee. In 1993 groeide Fygi's internationale bekendheid nadat in enkele landen (waaronder de Verenigde Staten) nog een album onder de titel Bewitched werd uitgebracht. Als enige Nederlandse zangeres wist ze met dit album de Amerikaanse Jazz Charts van Billboard te halen. Een geheel nieuw album verscheen in 1994: The lady wants to know. Ook aan dit album werkten, naast het London Studio Orchestra, grootheden uit de internationale muziekwereld mee, waaronder Jean 'Toots' Thielemans, Clark Terry en Michael Franks. Met deze laatste nam ze ook het duet Tell me all about it op. In Nederland werd het een van haar succesvolste albums. In de albumlijst stond het 25 weken genoteerd, met als hoogste positie een zestiende plaats.
Op 11 mei 1998 gaf Fygi een groots opgezet concert in Carré. Fygi huurde het volledige Metropole Orkest in, met Michel Legrand als speciale gast. Veel belangrijke gasten uit binnen- en buitenland woonden het concert bij, onder wie mr. Pieter van Vollenhoven en de Amerikaanse ambassadeur. Het concert was een serieuze poging om de Amerikaanse markt definitief te veroveren. Het werd daar integraal op televisie uitgezonden. Het gewenste resultaat bleef echter uit. In Azië bleef Fygi wel zeer populair. Geregeld werden daar verzamel-cd's van haar uitgebracht. In 2004 verscheen bijvoorbeeld Song book, met twintig nummers van eerdere cd's, waarbij ieder album (inclusief Dream your dream) vertegenwoordigd was. In 2009 speelde Fygi de hoofdrol in haar favoriete musical Victor Victoria. Gedurende de maand november stond ze met deze musical bijna dagelijks op de planken in het Esplanade Theater in Singapore.

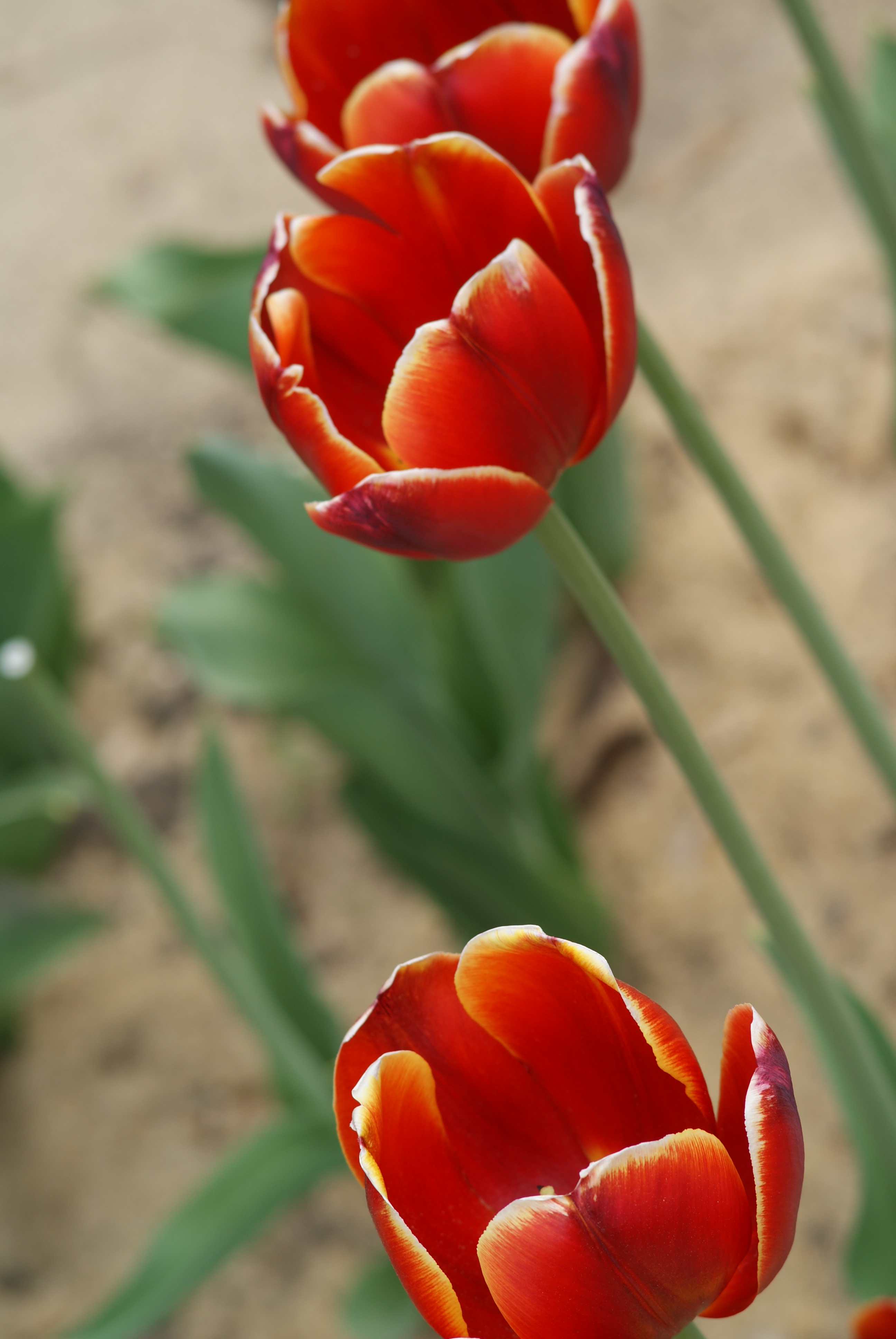
Tulipa 'Laura Fygi'

Ter gelegenheid van haar twintigjarig jubileum als soloartiest nam ze in november 2010 een bigbandalbum op. Het album – getiteld The best is yet to come – verscheen begin 2011 en bereikte een achtentwintigste plaats op de Nederlandse albumlijst. Het album bevat jazzstandards uit het repertoire van onder andere Tony Bennett, Frank Sinatra en Julie London. In Azië verscheen een bonustrack in het Chinees op het album. Ter promotie van het album gaf Fygi verscheidene grote concerten in Azië.

### Privéleven
Fygi is getrouwd en heeft twee zoons en een dochter.

## Discografie
Zie ook de discografie van de band Centerfold.

### Albums
| Album met eventuele hitnotering(en) in de Nederlandse Album Top 100 | Datum van verschijnen | Datum van binnenkomst | Hoogste positie | Aantal weken | Opmerkingen                                |
| ------------------------------------------------------------------- | --------------------- | --------------------- | --------------- | ------------ | ------------------------------------------ |
| Introducing                                                         | 1991                  | 14-12-1991            | 27              | 28           |                                            |
| Bewitched                                                           | 1992                  | 21-11-1992            | 21              | 25           |                                            |
| The lady wants to know                                              | 1994                  | 16-04-1994            | 15              | 22           |                                            |
| Turn out the lamplight                                              | 1995                  | 02-12-1995            | 44              | 10           |                                            |
| Watch what happens                                                  | 1997                  | 22-03-1997            | 21              | 14           |                                            |
| Dream your dream                                                    | 1998                  | –                     |                 |              | Alleen uitgebracht in Japan                |
| Live                                                                | 1998                  | –                     |                 |              | Livealbum                                  |
| Laura Fygi's tunes of passion                                       | 1999                  | –                     |                 |              | Speciaal uitgebracht voor Jaguar Nederland |
| The latin touch                                                     | 2000                  | 12-02-2000            | 20              | 16           |                                            |
| Change                                                              | 2001                  | 27-01-2001            | 92              | 2            | ook uitgebracht op sacd                    |
| Live at Ronnie Scott's                                              | 2003                  | 31-05-2003            | 87              | 5            | Livealbum, ook uitgebracht op sacd         |
| The very best time: The Christmas album                             | 2004                  | 20-11-2004            | 20              | 7            |                                            |
| Rendez-vous                                                         | 2007                  | 05-05-2007            | 30              | 8            |                                            |
| The best is yet to come                                             | 2011                  | 12-02-2011            | 28              | 5            |                                            |

### Dvd's
- Live - Royal Theatre Carré (1998) (alleen uitgebracht in Azië)
- Live At North Sea Jazz (2003)